# Конн, Терри
Тере́за Селе́ст «Те́рри» Конн-Gtr (англ. Theresa Celeste «Terri» Conn-Peck; 28 января 1975, Блумингтон, Индиана, США) — американская актриса дневных мыльных опер. Она известна по своим ролям в «Как вращается мир» и «Одна жизнь, чтобы жить».

## Биография
Тереза Селест Конн родилась 28 января 1975 года в Блумингтоне (штат Индиана, США), став единственным ребёнком в семье офицера и агента по недвижимости.
В 2001—2010 года Терри была замужем за музыкантом Артуром Коломбино. У бывших супругов есть дочь — Джулия Кэтрин Коломбино (родилась 8 июля 2004 года).
С 1 июля 2011 года Терри замужем во второй раз за актёром Остином Пеком, с которым она встречалась год до их свадьбы. У супругов есть две дочери — Кира Грэйс Пек (родилась 8 июля 2012) и Морган Тереза Пек (родилась 18 июля 2015).